# The Mist (filme)
The Mist (Brasil: O Nevoeiro / Portugal: The Mist - Nevoeiro Misterioso) é um filme americano de terror e ficção científica de 2007, baseado no conto homônimo de Stephen King. Foi filmado na Louisiana, mas a história se passa no Maine.

## Enredo
Após uma violenta tempestade, David Drayton (Thomas Jane), um pintor e designer gráfico do estado de Maine, fica com o seu estúdio destruído pela força desse mesmo temporal. No dia seguinte, pela manhã, com as condições meteorológicas mais calmas, ele, sua esposa e seu filho observam um estranho nevoeiro que vem das montanhas perto de sua casa, mas não dão grande importância.
Drayton decide ir com seu filho à cidade mais próxima para se abastecerem, pois não sabiam quando as condições de vida voltariam ao normal. Assim que entra no mercado local, o nevoeiro se apodera do local, e alguém entra apavorado no mercado, indicando que aquele nevoeiro traz algo perigoso dentro de si. Um terremoto sacode o mercado, assustando ainda mais os clientes reféns. Aqueles que tentam sair do mercado são misteriosamente mortos, até que um grupo tenta achar uma saída pelo armazém. Mas tentáculos misteriosos entram pela porta do armazém, ferindo e levando um dos funcionários. Um grupo de céticos tenta desacreditar o ocorrido e ainda assim entra nevoeiro adentro, sumindo. Ao anoitecer, insetos gigantes e pássaros mutantes esbarram contra as janelas do mercado, estilhaçando-as e invadindo o espaço. No entanto, os reféns conseguem dominar as criaturas com fogo. Entre os reféns está uma fanática religiosa, que acredita ser um canal direto de Deus,  seguidora do Apocalipse, que compara a situação à narração do livro bíblico, e afirma que o nevoeiro e as criaturas são uma manifestação da ira de Deus contra a ação dos humanos. Alguns dos reféns ficam perturbados com as palavras dela, outros não ligam.
Na manhã seguinte, Drayton e outros reféns saem do mercado e se dirigem a uma farmácia situada no mesmo local. Ali encontram o espaço dominado por aranhas mutantes gigantes. Apesar dos empecilhos, conseguem obter alguns medicamentos. No meio de pessoas mortas pelas teias das mortíferas aranhas, dois homens são encontrados mortos por enforcamento. Essa atitude é vista como suspeita, uma vez que ambos tinham altas patentes do Exército dos Estados Unidos; e, David equaciona a possibilidade da presença dessas criaturas e da neblina poder ter origem humana.
Um terceiro membro do exército encontrava-se de entre os reféns. Este é questionado sobre o facto de dois colegas estarem mortos. Após tortura psicológica este revela finalmente a origem de tudo o que estava a ocorrer: uma operação ultra-secreta do Exército Norte-Americano, a Operação Arrowhead (Operação Seta na Cabeça), procurava estudar a veracidade da Teoria dos Muitos Mundos; a teoria que, equaciona a existência de universos paralelos. A meio da operação, acidentalmente, os pesquisadores e militares envolvidos descobrem um portal interdimensional nas montanhas perto da casa de David, para um mundo dominado pela neblina e criaturas em questão (talvez numa época milhões de anos à frente, tal como os dinossauros dominaram a Terra no passado, nessa dimensão, seriam as criaturas aqui mencionadas). Acidentalmente, o portal abriu-se mais que o pretendido, fazendo com que os seres e nevoeiro presentes transitassem para a nossa dimensão.
Após esta confissão, os reféns atiram o restante membro do exército para o exterior do supermercado, fazendo com que a ultima criatura restante, a mais gigante de todas, o matasse num instante.
De seguida David consegue chegar ao carro e, consegue com dificuldade conduzir para casa pelo meio do nevoeiro. No carro, leva os restantes sobreviventes. A meio do caminho, a criatura maior atravessa-se à frente do carro, não o esmagando por pouco. David consegue encontrar a sua casa esmagada por essa mesma criatura e, a sua esposa morta. O combustível do carro acaba, e vendo que não tem mais saída,  no desespero, o pintor mata os restantes sobreviventes com a sua arma [incluindo seu filho Bill] e, tenta suicidar-se. Porém, já não tem balas.
O filme termina com David saindo do carro, ouvindo um ruído. Pensando tratar-se da criatura gigante, ele vai na sua direção, para que esta o mate. Mas, o ruído era na realidade de um tanque militar que, transportava mais sobreviventes. Nesse momento, a neblina dissipa-se e, da criatura gigante, não há mais sinais. Os militares conseguiram recuar na experiência, fazendo retornar o mundo paralelo para a sua dimensão. A imagem final do filme é a de um descampado com algumas árvores no meio, com tanques militares a circularem por ele: as criaturas e o nevoeiro dizimaram a cidade por completo, transformando-a no dito descampado.

## Elenco
- Thomas Jane como David Drayton
- Marcia Gay Harden como Sra. Carmody
- Laurie Holden como Amanda Dumfries / Dunfrey
- Andre Braugher como Brent Norton
- Toby Jones como Ollie Weeks
- William Sadler como Jim
- Jeffrey DeMunn como Dan Miller
- Frances Sternhagen como Irene Reppler
- Nathan Gamble como Billy Drayton
- Alexa Davalos como Sally
- Chris Owen como Norm
- Sam Witwer como Private Jessup
- Robert C. Treveiler como Bud Brown
- David Jensen como Myron
- Melissa McBride como Mulher com crianças na casa

## Série de televisão
Em novembro de 2013, Bob Weinstein revelou que ele e Darabont estavam desenvolvendo uma série de televisão dividida em 10 partes baseada no filme. Em fevereiro de 2016, o canal Spike adquiriu o episódio piloto. Em abril de 2016, o Spike encomendou a série. O primeiro episódio da série foi dirigido pelo diretor e vencerdor do Emmy Adam Bernstein, e estreou no dia 22 de junho de 2017. Em setembro de 2017 a série de TV foi cancelada após uma temporada apenas pelo canal Spike que a desenvolvia.